# Vini Lopez
Vini "Mad Dog" Lopez är en amerikansk trummis som var en av ursprungsmedlemmarna i Bruce Springsteens E Street Band.
Lopez hade spelat trummor med Springsteen från 1969 i banden Child, Steel Mill, Dr Zoom and the Sonic Boom och The Bruce Springsteen Band, innan det som skulle bli E Street Band. Han medverkade på Springsteens två första album, Greetings from Asbury Park, N.J. och The Wild, the Innocent & the E Street Shuffle. Han lämnade bandet 1974.
På senare år har Lopez och hans band Steel Mill Retro framfört låtar som skrevs av Springsteen under tiden för Steel Mill. Steel Mill Retro har släppt en CD med några aldrig tidigare inspelade låtar som Bruce Spingsteen skrev tillsammans med New Jerseymusikerna John Luraschi, Ricky DeSarno och Bill Kacerek. Lopez har skrivit memoarer om sin tid med Bruce Springsteen och E Street band.
Han medverkade som gästtartist under en Springsteenkonsert 2003 på Giants Stadium, där han spelade trummor i "Spirit in the Night".